# 文京区立元町小学校
文京区立元町小学校（ぶんきょうくりつもとまちしょうがっこう）は、かつて東京都文京区本郷一丁目に存在した公立の小学校。

## 概要
1911年（明治44年）に創立。関東大震災後の1927年（昭和2年）に現在地に移転し、鉄筋コンクリート製の校舎に建て替えられた（いわゆる復興小学校）。1930年（昭和5年）には隣接地に元町公園が開園した。元町公園は震災復興52小公園の一つで、当時の姿を最も色濃く残す公園として知られている。
生徒数の減少のため真砂小学校（同区本郷四丁目）と統合することとなり、1998年（平成10年）3月31日閉校。旧真砂小学校の地に新たに本郷小学校が開校した。
旧元町小学校の校舎はその後、旧真砂小学校校舎建て替えのため、1999年4月から2001年12月まで本郷小学校の校舎として使用。また、2002年から2003年12月にかけては桜蔭中学校・高等学校、2004年12月から2006年にかけては東京田中千代服飾専門学校（現・渋谷ファッション&アート専門学校）の新校舎建設に伴う仮校舎として貸し出された。
現在でも校舎は現存しており、選挙の際の投票所などとしても活用されている。2010年からは新たに順天堂大学に6年間の予定で貸し出されており、病後児保育施設も併設された。
文京区は今後の学校および公園敷地について、老朽化した文京総合体育館の移転先の候補地として検討していたが、現存する数少ない復興小学校校舎としての歴史的価値から保存を求める声が上がっていた。後に、新しい文京総合体育館は第四中学校跡地（同区本郷七丁目、1998年閉校）に建設されることとなり、2013年に開業している。